# Salon d'hiver
Pour les autres Salons d'art parisiens, voir Salon.
Le Salon d'hiver est une exposition d'art qui s'est tenue régulièrement à Paris entre 1897 et 1950.

## Historique
Le 10 décembre 1897, un groupe d'artistes fonde le Syndicat professionnel des peintres, sculpteurs, graveurs, lithographes et décorateurs français, qui, en 1906, fut connu sous le nom de Salon d'hiver.
Ce syndicat est né en réaction à la scission qui avait donné naissance à la Société nationale des beaux-arts : certains artistes se retrouvèrent alors déçus, estimant souffrir d'un manque de notoriété ou de visibilité.
Le principal mécène en fut le peintre Louis Sérendat de Belzim, qui s'entoura entre autres de Carrier-Belleuse, Paul Trouillebert, Gabriel Ferrier, Léon Comerre, François Schommer.
Au départ, les premières manifestations, qui durent un mois entre la fin novembre et la fin décembre, ouvrent dans des salles privées, mais à partir de 1905, le Petit-Palais accueille les artistes sélectionnés, puis en 1907, ce fut le Grand Palais, et ce durant trente ans, sauf en 1925. Des expositions thématiques sont organisées à partir de 1924. En 1934, c'est le statuaire Raymond Sudre (1870-1962) qui remplace Sérendat de Belzim à la présidence. À partir de 1937, le Salon d'hiver s'installe sur l’esplanade des Invalides sous un pavillon provisoire, puis, après la guerre, investit plusieurs salles du musée d'art moderne de la ville de Paris.
Le 36e salon d'hiver 1944 s'est tenu au musée des Beaux-Arts de la ville de Paris, quai de Tokio (devenue avenue de New-York) du samedi 2 décembre au mardi 2 janvier 1945.

## Quelques exposants figurant aux catalogues
- Émile Baes.
- Simone Barbié.
- Nicolas Carrega.
- Clément Castelli.
- Edmond Daynes.
- Yves Dieÿ.
- Constant Duval.
- Maurice Ehlinger
- Robert Falcucci..
- Lucien Jonas.
- André La Vernède.
- Fernand Pinal.
- Michel-Marie Poulain.
- Gaston Prost.
- Lucie Rivel.
- Sanyu.
- Eugène Thiery.
- Louis-Édouard Toulet.
- Elemer Vagh Weinmann.
- Maurice Vagh Weinmann.
- Nandor Vagh Weinmann.